# Kosovo (regija)
Kosovo  (alb.: Rrafshi i Kosovës, srp.: Косово/Kosovo) je zemljopisna regija koja obuhvaća sjeverni i istočni dio Republike Kosovo, druga regija u državi se zove Metohija. 
Regija je prvenstveno poznata po Bitci na Kosovu polju koja se vodila 15. lipnja 1389. godine na Kosovu polju oko 5 kilometara sjeverozapadno od Prištine.
Regija se pruža od sjevera od općine Leposavić na granici s Srbijom do općine Elez Han na granici sa Sjevernom Makedonijom. Veći gradovi u regiji su Uroševac, Gnjilane, Kosovska Mitrovica, Podujevo, Vučitrn i glavni grad države Priština. Obuhvaća Uroševački, Gnjilanski, Kosovskomitrovački i Prištinski okrug. Planina Čičavica nalazi se u središnjem dijelu zemlje i predstavlja prirodnu granicu između Kosova i Metohije. Granica između Kosovske ravnice i Metohijske ravnice predstavlja razvođe Jadranskog i Crnomorskog sliva.